# Megabiz I.
Za ostale povijesne ličnosti pod imenom „Megabiz“ vidi: Megabiz (razdvojba)
Megabiz I. (perz. Baghabuxša; „Bog čuvao“, grč. Megabyzus) je bio perzijski plemić i jedan od sedmorice urotnika koji su 522. pr. Kr. svrgnuli uzurpatora Gaumatu odnosno pomogli Dariju Velikom da zasjedne na prijestolje Perzijskog Carstva. Megabizovo sudjelovanje u svrgavanju Gaumate opisano je u Herodotovim djelima, te na Darijevim Behistunskim natpisima koji govore kako je Megabiz I. bio sin Datuvahije.

## Pozadina
U ožujku 522. pr. Kr. na perzijsko prijestolje stupa magijski uzurpator Gaumata koji se predstavljao kao Smerdis, legitimni brat Kambiza II. koji je ranije tajno pogubljen. Nakon što je čuo za uzurpaciju prijestolja, Kambiz II. odlučio se vratiti iz pohoda protiv Egipta u Perziju da se obračuna s Gaumatom, no prilikom putovanja je umro što je omogućilo lažnom velikom kralju da vlada nekoliko mjeseci. 
Otan, brat Kambizove i Smerdisove majke, uočio je Gaumatinu prijevaru pa je pozvao plemiće Aspatina i Gobriasa koji su se zajedno s Megabizom I., Intafrenom i Hidarnom Starijim urotili protiv lažnog velikog kralja. Dok su kovali planove priključio im se i sedmi član Darije I., Kambizov rođak odnosno sin Histaspa. Darije ih je uvjerio kako ne smiju čekati već odmah krenuti u akciju, pa je lažni Smerdis ubijen 29. rujna 522. pr. Kr.

## Politički život
Herodot spominje kako su Megabiz I., Otan i Darije Veliki nakon svrgavanja Gaumate raspravljali o budućem ustroju Perzijskog Carstva; Megabiz se zalagao za oligarhiju, Otan za demokraciju, a Darije za monarhiju. Naposljetku je prevagnuo Darijev prijedlog, što se može obrazložiti perzijskim težnjama da nakon brojnih pobuna postanu strogo organizirana centralistička država, ali i Darijevim autoritetom nakon što je postao velikim kraljem.
Atenski povjesničar Ksenofont (oko 430. – 355. pr. Kr.) tvrdi kako je Megabiz I. služio Kira Velikog kao satrap Arabije, no to se ne smatra pouzdanim. Prema Herodotu, Megabiz je imao sina Zopira koji je pomogao Dariju Velikom da uguši pobunu u Babilonu. Iz tog razdoblja poznate su dvije pobune; ona predvođena Nidintu-Belom te Arakhom, no djela grčkog povjesničara često se ne poklapaju s perzijskim i mezopotamskim povijesnim dokumentima. Zopir je imao sina Megabiza II., koji je bio jedan od najvažnijih perzijskih vojskovođa tijekom prve polovice 5. stoljeća pr. Kr.

## Poveznice
- Darije Veliki
- Otan
- Zopir
- Megabiz II.

## Vanjske poveznice
- Megabiz (1.), Livius.org, Jona Lendering  Arhivirana inačica izvorne stranice od 12. srpnja 2009. (Wayback Machine)
- Megabiz (Megabyzus 1.), AncientLibrary.com  Arhivirana inačica izvorne stranice od 25. lipnja 2009. (Wayback Machine)
- Charles Pope: Perzija 13 - Megabiz, Mardonije i Artakserkso